# Gmina Rae
Gmina Rae (est. Rae vald) – gmina wiejska w Estonii, w prowincji Harju.
W skład gminy wchodzą:
- 5 miasteczka: Assaku, Jüri, Lagedi, Peetri, Vaida
- 26 wsi: Aaviku, Aruvalla, Järveküla, Kadaka, Karla, Kautjala, Kopli, Kurna, Lehmja, Limu, Pajupea, Patika, Pildiküla, Rae, Salu, Seli, Soodevahe, Suuresta, Suursoo, Tuulevälja, Urvaste, Vaidasoo, Vaskjala, Veneküla, Veskitaguse, Ülejõe.

| Rok                | 1959  | 1970  | 1979  | 1989  | 1996  | 2003  | 2008   | 2009   | 2010   |
| ------------------ | ----- | ----- | ----- | ----- | ----- | ----- | ------ | ------ | ------ |
| Liczba mieszkańców | 3 849 | 4 302 | 5 291 | 6 885 | 7 121 | 7 497 | 10 063 | 11 044 | 12 041 |
| Mężczyźni          |       |       |       | 3 330 | 3 500 | 3 625 | 4 953  | 5 435  |        |
| Kobiety            |       |       |       | 3 555 | 3 621 | 3 872 | 5 010  | 5 609  |        |